# L'Éducation anglaise
 (mars 2020).

L'Éducation anglaise est le troisième album studio de Philippe Katerine sorti en 1994. Il ne chante pas sur cet album, laissant ce soin à sa sœur Bruno et à sa compagne Anne. Cet album occupe la troisième place dans la discographie de Katerine mais devrait être considéré comme le second dans la mesure où Les Mariages chinois et la Relecture est une réédition des mariages chinois avec un titre supplémentaire.

## L'éducation anglaise
| No  | Titre                         | Auteur                                          | Durée |
| --- | ----------------------------- | ----------------------------------------------- | ----- |
| 1.  | Un après-midi à Paris         | Philippe Katerine                               |       |
| 2.  | L'éducation anglaise          | Philippe Katerine                               |       |
| 3.  | La mémoire courte             | Philippe Katerine                               |       |
| 4.  | Le badminton                  | Philippe Katerine                               |       |
| 5.  | L'Été indien                  | Ward-Pallavicini-Losito-Cutugno-Delanoë-Lemesle |       |
| 6.  | Les mensonges                 | Philippe Katerine                               |       |
| 7.  | Les leçons de belles manières | Philippe Katerine                               |       |
| 8.  | 21 mai 1993                   | Philippe Katerine                               |       |
| 9.  | Les neiges éternelles         | Philippe Katerine                               |       |
| 10. | Quelques minutes de retard    | Philippe Katerine                               |       |
| 11. | Mon bel Andalou               | Philippe Katerine                               |       |
| 12. | Jean-François                 | Philippe Katerine                               |       |
| 13. | Minuit sonne                  | Philippe Katerine                               |       |
| 14. | L'automobile                  | Philippe Katerine                               |       |
| 15. | Un parapluie pour deux        | Philippe Katerine                               |       |
| 16. | L'éducation anglaise          | Philippe Katerine                               |       |

## Contributions
- Réalisation et arrangements : Philippe Katerine
- Photo : Philippe Lévy